# Bruce McIntosh
Bruce McIntosh (Edina, Minnesota, 1949. március 17. –) amerikai profi jégkorongozó.

## Pályafutása
Egyetemi karrierjét a Minnesota Egyetemen kezdte 1967-ben és 1971-ig játszott valamint tanult ezen az egyetemen. Szerepelt az 1972-es téli olimpián az amerikai válogatottban és ezüstérmes lett. Az 1972–1973-as idényben két mérkőzésen szerepelt az NHL-ben a Minnesota North Stars színeiben majd a Cleveland Baronshoz és a Jacksonville Baronshoz került (a szezon közben átköltözött a csapat). Még ebben az idényben szerepelt az IHL-es Saginaw Gearsben. A szezon végén visszavonult.

## Díjai
- NCAA Bajnoki All-Tournament Csapat: 1971
- Olimpiai ezüstérem: 1972